# Меморија (музичка група)
Меморија је македонска музичка група основана 1984. године. У почетку су свирали поп-рок. Оснивачи групе су гитариста Душан Трпковски - Ринго и Петар Георгиевски (свирао је бас гитару).
У првим годинама рада група је често мењала састав, али је са демо албумом отпеваним са првим вокалом Зораном Или-Зоцијем изашао хит „Нена”. Касније имају концерте у Скопљу. Ринго и Зоран напуштају Меморију и са новим члановима снимају деби студијски албум Ватра под звездама. Група га је снимила у саставу: Апостол Поце Икономов (вокал), Георгиевски (бас), Антонио Димитриевски (бубњеви), Дејан Кузмановски и Валентино Скендеровски (клавијатуре), Ицо Јовковски и Бане Поповић (гитаре). Продукцију је урадио Валентино Скендеровски који се вратио у групу након кратког рада са Леб и сол . Ово је био први студијски албум који је објавила Музичко-касетна продукција Радио телевизије Скопље.
На следећој плочи Октобарске кише су најавиле аранжман песме „Македонија“ са репертоара групе Тајм и Дада Топића . Концертна плоча је снимљена 27. октобра 1991. године у скопском ноћном клубу „Хард рок”. После промене вокала (уместо Поцеа певао је Ристо Самарџиев ) Меморија је направио неколико снимака старих песама. Теме: "Дирлада", "Дек 'си бе роомер" (са репертоара групе Пеницилин) које су биле део њиховог последњег студијског албума Меморија 5.

## Дискографија
- Ватра под звездама (студијски албум) (1989)
- Октобарске кише (студијски албум) (1991)
- Меморија Лајв (Албум уживо) (1991)
- Боже, зашто? (студијски албум) (1993)
- Меморија 5 (студио албум) (1995)
- Балади Меморија  (албум у живо) (2017)
- Меморија и пријателите  (албум у живо) (2022)